# Centaurea scopulorum
Centaurea scopulorum — вид рослин роду волошка (Centaurea), з родини айстрових (Asteraceae).

## Середовище проживання
Поширений у пд.-зх. Туреччині (Анатолія).